# Jeane Kirkpatrick
Jeane Jordan Kirkpatrick (19 de noviembre de 1926 - Bethesda, 7 de diciembre de 2006) fue una Diplomática estadounidense. Se desempeñó como embajadora de Estados Unidos en las Naciones Unidas durante el mandato de Ronald Reagan.
Activa miembro del Partido Republicano, de convicciones conservadoras y ardiente anticomunista, favoreció el apoyo de Estados Unidos a las dictaduras militares en El Salvador y Argentina así como el boicot al gobierno sandinista en Nicaragua en la década de los ochenta del siglo XX. 
Es conocida por su Doctrina Kirkpatrick, que abogó por el apoyo de los Estados Unidos a los gobiernos anticomunistas del mundo, como manera de contrarrestar la influencia soviética. Este apoyo también era prestado a dictaduras autoritarias si eran favorables a los objetivos de Washington, creyendo que podrían ser reconvertidas a la democracia liberal. Escribió: "los gobiernos autoritarios tradicionales son menos represivos que las autocracias revolucionarias".

## Biografía
Nacida como Jeane Duane Jordan en Duncan, Oklahoma, se graduó en 1948 en el Barnard College de Nueva York. En 1968, se doctoró en Ciencia Política por la Universidad de Columbia.
Aunque se hizo famosa por su conservadurismo, en 1945 se unió a las juventudes socialistas del Partido Socialista de América, influenciada en parte por uno de sus abuelos, fundador del partido en Oklahoma. Tal y como señalaba en 2002 la propia Kirkpatrick:

«No era fácil encontrar a las juventudes socialistas en Columbia pero había leído sobre ellos y quería formar parte del grupo. Estábamos en contra del franquismo lo que era una causa justa. Uno puede preguntarse si era importante estando como estábamos en Columbia, Missouri, pero no dejaba de ser una causa justa. Planeamos también un Picnic que requería mucha organización. Sin embargo, lamento decir que el capítulo de las juventudes socialistas, tras duras discusiones y debates, se disgregó antes de la comida campestre. Creo que fue algo descorazonador»

Durante su estancia en la Universidad de Columbia, su principal mentor fue Franz Leopold Neumann, un revisionista. En 1967, ella se unió a la Universidad de Georgetown donde se convirtió, en 1973, en profesora de ciencia política.
Empezó su actividad política en los años 70 en el partido demócrata. Participó de forma activa en la campaña  del candidato a la presidencia Hubert Humphrey. Kirkpatrick publicó una serie de artículos en revistas de ciencia política en los que reflejaba su desilusión con el partido, y fue muy crítica de la política exterior del presidente Jimmy Carter.
En 1980 se convirtió en la asesora en política exterior del candidato republicano a la presidencia, Ronald Reagan. Tras ganar las elecciones, fue nombrada Embajadora en las Naciones Unidas, cargo que desempeñó durante cuatro años.
Kirkpatrick apoyó de forma abierta a la dictadura militar Argentina después de la ocupación de las Islas Malvinas y la consecuente guerra. Simpatizaba con el general Leopoldo Galtieri, cuyo régimen mantuvo bajo mano firme a las izquierdas (ver Terrorismo de Estado en Argentina). La administración Reagan silenció el apoyo de Kirkpatrick y decidió secundar a Gran Bretaña durante el conflicto.[cita requerida]
Durante la convención nacional republicana de 1984, Kirkpatrick pronunció un memorable discurso conocido como "culpa primero a América", en el que elogiaba la política externa de la administración Reagan y criticaba a los líderes de los demócratas de San Francisco por haber dejado de realizar políticas como los de antiguos líderes demócratas al estilo de Harry S. Truman o John F. Kennedy. Les acusaba de evitar la confrontación con los países rivales, en especial la Unión Soviética, a la que Reagan y ella llamaban el imperio del mal.
En 1985 se convirtió en miembro del partido republicano y regresó a sus clases en Georgetown, la universidad jesuita más antigua de los Estados Unidos. Fue miembro del American Enterprise Institute, un think tank de Washington D. C., y empezó a colaborar con el periódico mensual American Freedom Journal. En 1993 fue cofundadora de Empower America, una organización política pública. Fue asesora del National Association of Scholars, un think tank que trabajaba contra aquello que los conservadores norteamericanos consideraban 'aspectos progresistas' en las universidad, la educación multicultural y las políticas de discriminación positiva.

Embajadores de EE. UU. Thomas Pickering y Jeane Kirkpatrick en El Salvador 1984

Falleció mientras dormía en su casa de Bethesda (Maryland) el 7 de diciembre de 2006.

## Obras
- The Withering Away of the Totalitarian State
- Legitimacy and Force
- The Reagan Phenomenon, Dismantling of Parties
- The New Presidential Elite
- Reflections on Party Reform
- Leader and Vanguard in Mass Society: A Study of Peronist Argentina